# Tyskie Browary Książęce

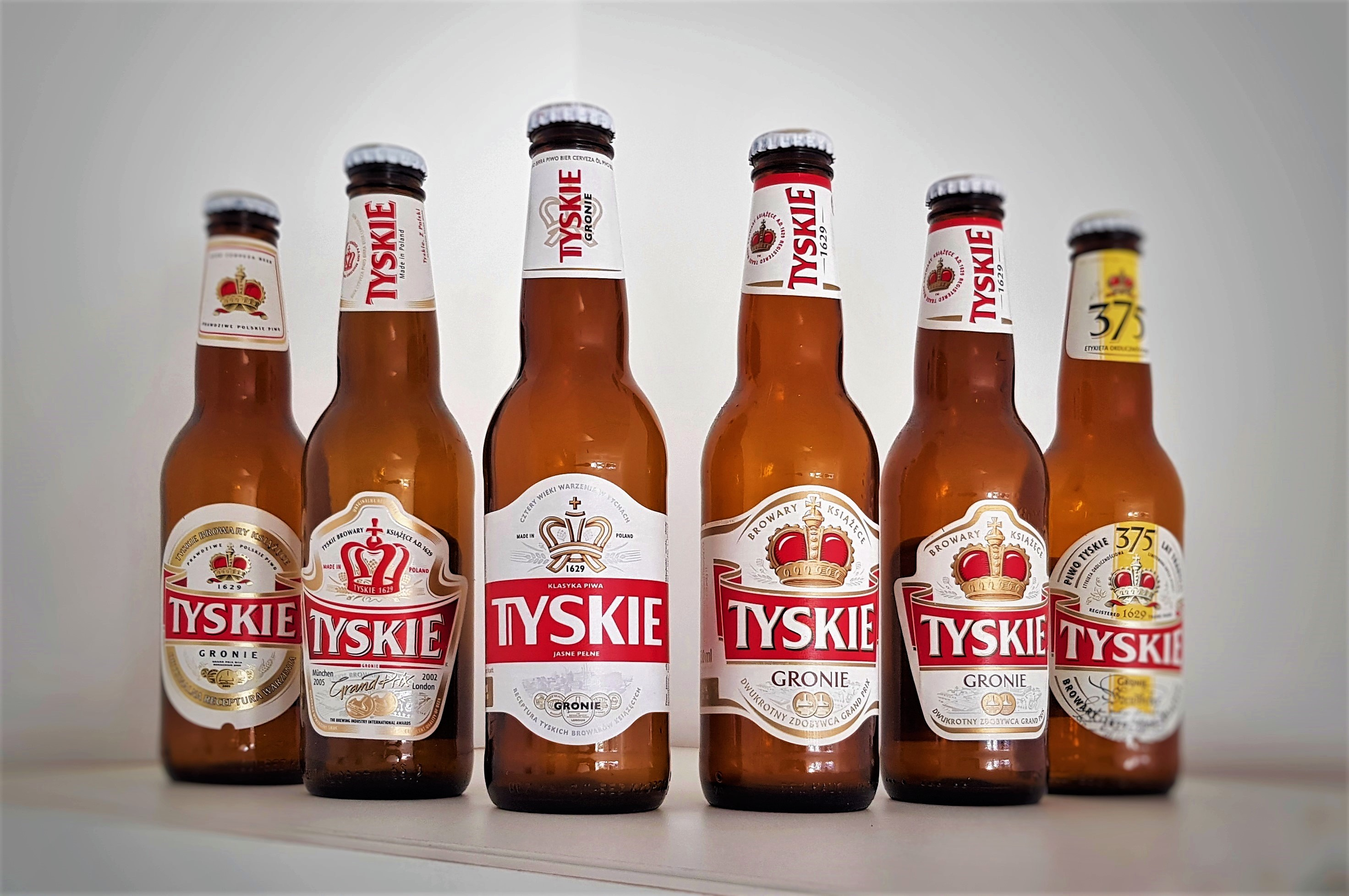
Frühere und aktuelle Flaschengestaltung von Tyskie

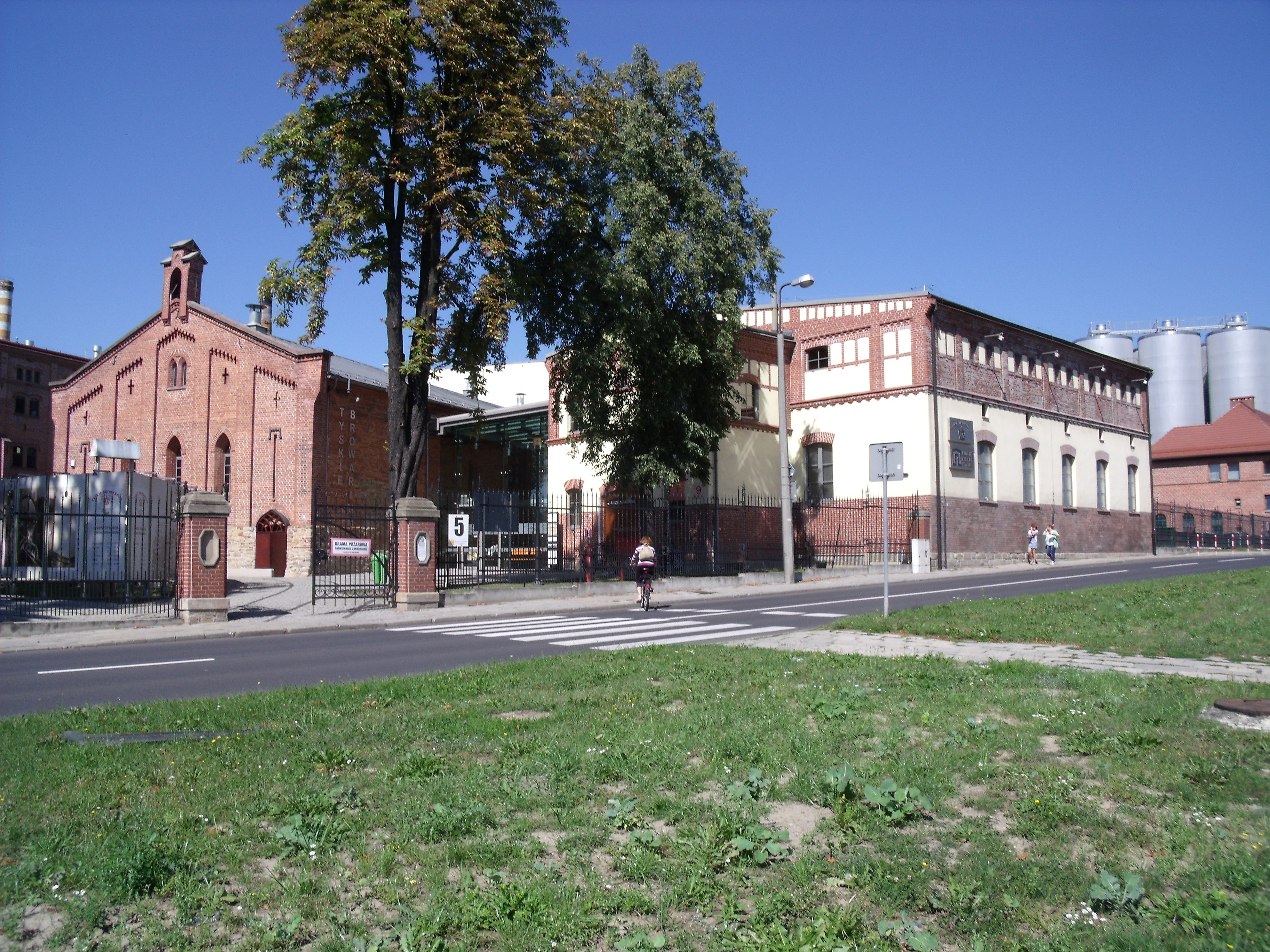
Die Brauerei

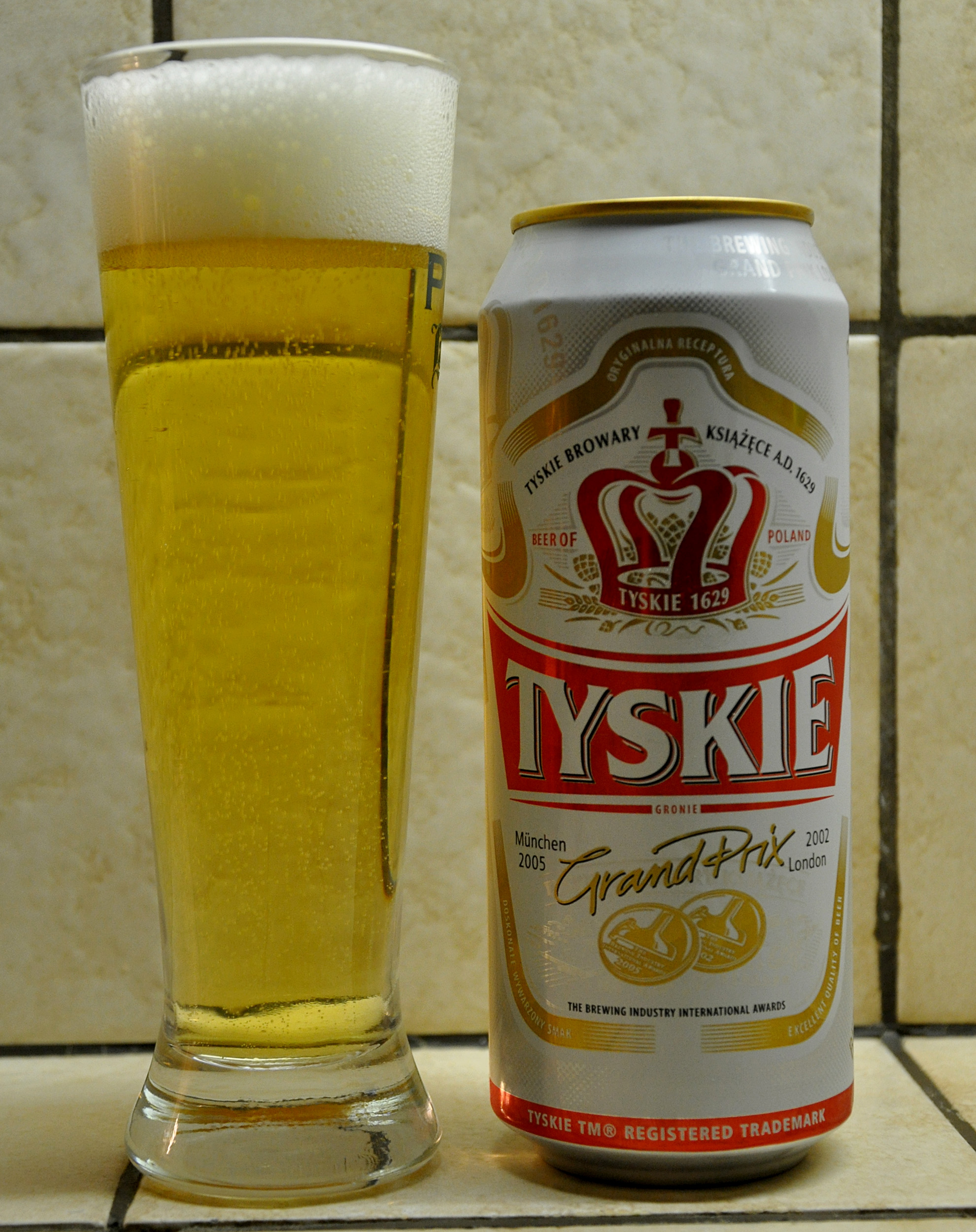
Eine Dose Tyskie in alter Gestaltung

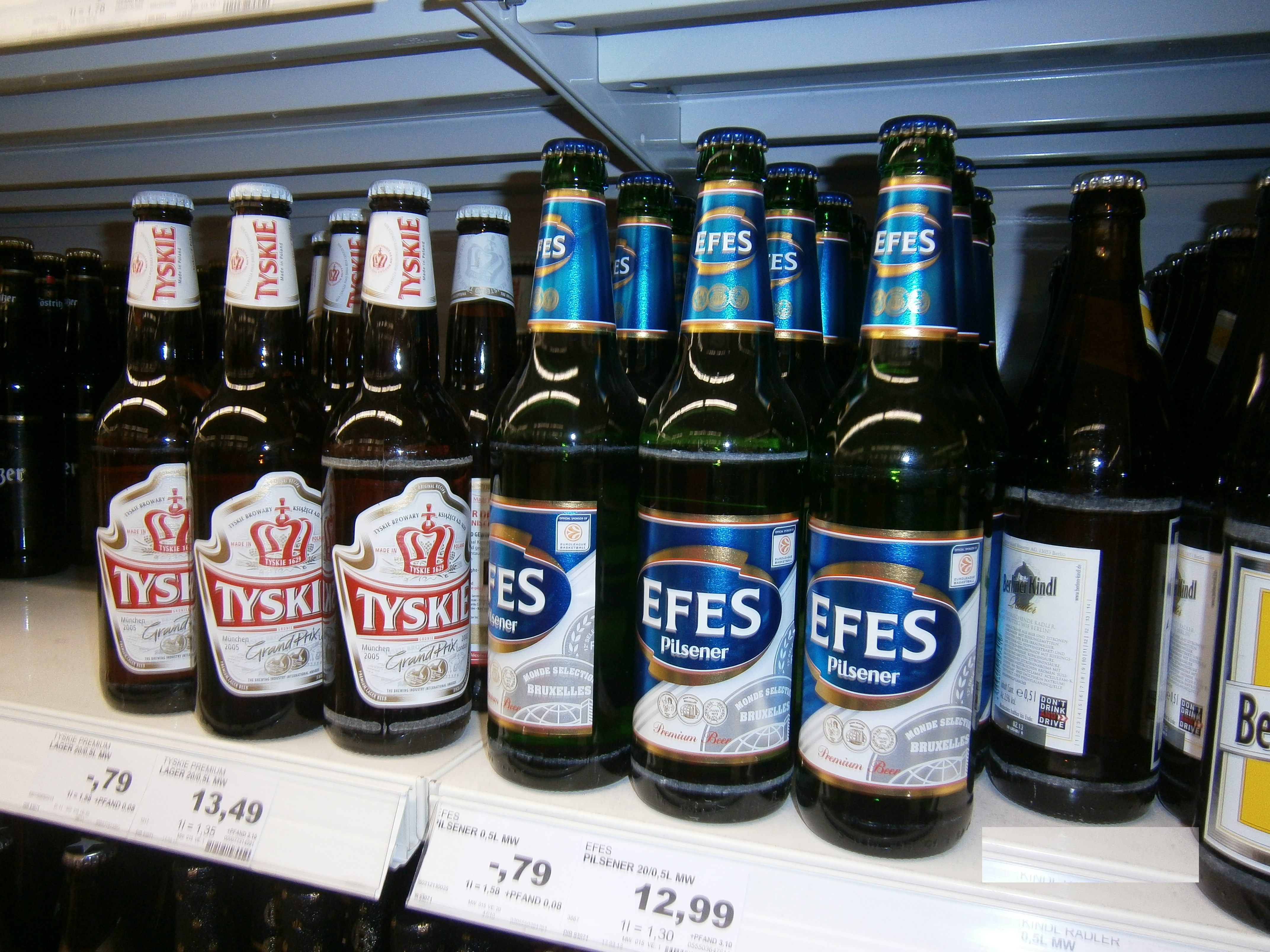
Tyskie neben anderen Biermarken in einem Berliner Getränkemarkt

Tyskie Browary Książęce (dt. Tichauer Fürstliche Brauereien) ist eine polnische Brauerei in der oberschlesischen Stadt Tychy (dt. Tichau). Die Brauerei gehört samt der dazugehörigen Biermarke Tyskie (gespr. ˈtɨskjɛ) seit 1999 zur polnischen Brauereigruppe Kompania Piwowarska und damit seit 2017 zum japanischen Konzern Asahi.
Die Marke Tyskie ist über Polen hinaus bekannt und wird auch im deutschsprachigen Raum vertrieben, wo es das am weitesten verbreitete polnische Bier ist. Im Logo ist eine Fürstenkrone.

## Geschichte
Die Brauerei zählt zu den ältesten in Europa und überstand an ihrem Standort in Tichau zahlreiche Grenzneuziehungen und Kriege. Ab 1629 befand sie sich im Besitz der zum sächsischen Uradel gezählten Familie von Promnitz. 1824 unterzog man sie einer grundlegenden Modernisierung, dank der bis in die späten 1930er Jahre über 260.000 Hektoliter Bier pro Jahr hergestellt werden konnten. Von 1861 an stand sie schließlich als „Fürstliche Brauerei in Tichau“ unter der Verwaltung von Hans von Hochberg aus dem Hause der Fürsten von Pless. Zwischen 1918 und 1939 fusionierte die Brauerei mit benachbarten Konkurrenzbetrieben. Durch die Abtrennung und die Besetzung von Teilen Oberschlesiens durch die Polen kam die Tichauer Brauerei zeitweise ab 1934, aufgrund ausbleibender Steuerabgaben, unter kommissarische Verwaltung des polnischen Staates. Während des Zweiten Weltkrieges wurde die Brauerei, nach dem deutschen Überfall auf Polen unter die Leitung des deutschen Staates gestellt.
Nach dem Krieg konnte die Produktion unter polnischer Verwaltung wieder angekurbelt und ab 1951 eine jährliche Produktion von rund 476.000 Hektolitern Bier erreicht werden. 1971 erzeugte man schließlich über eine Million Hektoliter Bier pro Jahr. Im Zuge planwirtschaftlicher Reformen fusionierte die Brauerei 1975 mit den staatlichen Brauereibetrieben in Zabrze, wodurch es jedoch zu einem deutlichen Produktionsrückgang und zahlreichen Entlassungen kam. 1981 erlangte die Brauerei ihre unternehmerische Selbstständigkeit zurück und konnte nach dem politischen Umbruch von 1989 auf eine Privatisierung vorbereitet werden, die schließlich 1995 in Form der gegründeten Aktiengesellschaft „Browary Tyskie Górny Śląsk“ eintrat. 1996 wurde diese Teil des Konzerns SAB Miller. Im Zuge der Fusion von AB-InBev mit SABMiller wurde die Brauerei 2016 an die japanische Brauereigruppe Asahi verkauft.
Heute ist Tyskie mit einem Marktanteil von etwa 18 Prozent (Stand 2009) vor Żubr und Lech (beide ebenfalls zur Kompania Piwowarska gehörig) sowie Żywiec und Warka (beide Grupa Żywiec) und Okocim (Carlsberg) das beliebteste Bier Polens und hat mehrere Preise des „The Brewing Industry International Awards“ errungen. Derzeit werden in Tychy jährlich mehr als acht Millionen Hektoliter Bier erzeugt.
Im Februar 2020 rief der polnische Aktivist Krzysztof Tyczyński über seine Facebook-Seite zum Boykott der Biermarke auf. Diese habe eine Gala der wöchentlich publizierten Zeitschrift Gazeta Polska unterstützt, die seit 2019 durch das Verbreiten entsprechender Aufkleber für das Propagieren von LGBT-freien Zonen gesorgt hatte.

## Tourismus
Das auf dem Gelände der Brauerei in Tychy seit 2004 befindliche Brauereimuseum „Tyskie Browarium“ stellt einen wichtigen „Ankerpunkt“ der Europäischen Route der Industriekultur in Polen dar.

## Varianten
Das 1629 erstmals gebraute Bier hat eine helle Farbe und ist in den Varianten „Tyskie Gronie“ (vollmundiges Helles), „Tyskie Klasyczne“ (klassisches Lagerbier) und „Tyskie Lekkie“ (mit geringerem Alkoholgehalt) erhältlich. Es hat in der Regel einen Alkoholgehalt von 5,2 % Vol. und einen Brennwert von ca. 200 kJ (= 47 kcal) pro 100 Milliliter und wird traditionell aus einem Willibecher getrunken.

## Export
Tyskie gehört zu den weltweit bekanntesten polnischen Biermarken und wird unter anderem nach Australien, Belgien, Deutschland, Frankreich, Großbritannien, Honduras, Irland, Japan, Kanada, Neuseeland, in die Niederlande und die USA (nach Illinois, Michigan, New York, New Jersey und Wisconsin) exportiert. Tyskie ist die beliebteste Import-Marke in Nordrhein-Westfalen, noch vor den niederländischen Biermarken.
2006 wurden erstmals über 100.000 Hektoliter Bier ins Ausland exportiert, davon über 26.000 in die USA. In Deutschland wurde Tyskie lange vor allem nur in Getränkemärkten und Kiosken neben anderen polnischen Biermarken wie Żywiec, Lech, EB oder Warka angeboten. Mittlerweile ist es das verbreitetste polnische Bier in Deutschland und auch in vielen Getränkeabteilungen regulärer Supermarktketten zu finden.
Für den deutschen Markt wird Tyskie in 0,33-Liter-Flaschen seit Mai 2024 von der Warsteiner Brauerei gebraut. Die 0,5-Liter-Flaschen und Dosen kommen weiterhin aus Polen.